# Ciega, Sordomuda
«Ciega, Sordomuda» (рус. Слепая, глухонемая) — первый сингл колумбийской певицы Шакиры из её второго студийного альбома Dónde Están los Ladrones? (1998), выпущенный 7 сентября 1998 года. Песня написана Эстефано и Шакирой.
Сингл держался на первой строчке американского чарта Billboard Hot Latin Songs в течение трёх недель в 1998 году. Песня была хитом всей Латинской Америки, достигнув #1 в чарте каждой страны. Также она стала одной из самых популярных песен 90-х годов. «Ciega, Sordomuda» остаётся одной из самых известных песен Шакиры. С момента её выпуска, певица не раз исполняла композицию, а также включила её в сет-лист тура The Sun Comes Out World Tour.

## Список композиций
CD single
- «Ciega, Sordomuda» — 4:28

## Чарты
| Чарт (1998)                     | Высшая позиция |
| ------------------------------- | -------------- |
| Румыния (UPFR)                  | 1              |
| США (Billboard Hot Latin Songs) | 1              |
| США (Billboard Latin Pop Songs) | 1              |